# علی اکبرپور (ورزشکار جوجیتسو)
علی اکبرپور (زادهٔ ۱۷ مهر ۱۳۶۴ در تهران) که با نام سهیل اکبرپور شناخته می‌شود، قهرمان اسبق کشتی و در حال حاضر ورزشکار جوجیتسو و هنرهای رزمی ترکیبی است.وی در رشته کشتی، قهرمان نیروهای مسلح ایران و عنوان دار انتخابی تیم ملی و دانشجویان ایران می‌باشد و در رشته جوجیتسو، قهرمان مسابقات جهانی ابوظبی در سال ۲۰۲۲  چندین دوره قهرمان آسیا به همراه تیم ملی ، رنکینگ یکِ جهان در رشته کنتاکت جوجیتسو در فدراسیون جهانی جوجیتسو JJIF در سال ۲۰۲۱ و ۲۰۲۲  و عضو تیم ملی ایران در بازی های المپیک آسیایی هانگژو چین بوده است

## افتخارات
- قهرمان و نائب قهرمان مسابقات جهانی جوجیتسو برزیلی حرفه ای در سازمان‌های ACBJJ روسیه و AJP امارات در کمربند بنفش سال ۲۰۱۹[۱۷]
- قهرمان آسیا به همراه تیم ملی جوجیتسو ایران در مسابقات جوجیتسو سال ۲۰۲۱[۱۸][۱۹][۲۰][۲۱]
- قهرمان و قهرمان تمام اوزان (ABSOLUTE) مسابقات ADCC ترکیه ۲۰۲۲ در رده حرفه ای و ادالت[۲۲][۲۳]
- ورزشکار و مبارز رشته هنرهای رزمی ترکیبی(MMA) با رکورد ۲ پیروزی و بدون شکست[۲۴][۲۵]
- مدال طلای کنتاکت جوجیتسو قهرمانی آسیا ۲۰۲۳ تایلند - بانکوک[۲۶][۲۷][۲۸]
- مدال برنز جوجیتسو برزیلی قهرمانی آسیا ۲۰۲۳ تایلند - بانکوک[۲۹][۳۰]

## رکورد هنرهای رزمی ترکیبی
| بررسی رکورد مسابقات حرفه‌ای               |                                                 |                                                  |
| خطای عبارت: عملگر < دور از انتظار مسابقه | خطای عبارت: نویسه نقطه‌گذاری شناخته نشده «۱» برد | خطای عبارت: نویسه نقطه‌گذاری شناخته نشده «۰» باخت |
| ناک‌اوت                                   | ۱                                               | ۰                                                |
| تصمیم داور                               | ۱                                               | 0                                                |

| نتیجه. | رکورد | حریف             | روش        | رویداد | تاریخ         | راند | زمان | مکان        | یادداشت |
| ------ | ----- | ---------------- | ---------- | ------ | ------------- | ---- | ---- | ----------- | ------- |
| برد    | 0–1   | راویندرا بالهارا | ناک اوت    |        | ۱۷ فوریه ۲۰۲۲ | 1    |      | ایمفال، هند |         |
| برد    | 0–0   | ایزاک دال        | تصمیم داور |        | ۱۲ آوریل ۲۰۱۹ | 1    |      | بمبئی، هند  |         |